# 이즈리얼 브루사드
이즈리얼 브루사드(영어: Israel Broussard, 1994년 8월 22일 ~ )는 미국의 배우이다.

## 출연 작품

### 영화
- 플립 (2010) - 가렛 역
- 블링 링 (2013)
- 에코 (2014)
- 해피 데스데이 (2017) - 카터 데이비스 역
- 세이 유 윌 (2017, Say You Will)
- 내가 사랑했던 모든 남자들에게 (2018)
- 익스팅션: 종의 구원자 (2018)
- 해피 데스데이 2 유 (2019) - 카터 데이비스 역

### 텔레비전
- 썬즈 오브 아나키 (2013)
- 피어 더 워킹 데드 (2016)